# Doncaster Rovers Football Club 2013-2014
Questa pagina raccoglie i dati riguardanti il Doncaster Rovers Football Club nelle competizioni ufficiali della stagione 2013-2014.

## Rosa
| N. |                             | Ruolo | Calciatore      |
| -- | --------------------------- | ----- | --------------- |
| 1  | Inghilterra (bandiera)      | P     | Ross Turnbull   |
| 2  | Scozia (bandiera)           | D     | Paul Quinn      |
| 3  | Inghilterra (bandiera)      | D     | James Husband   |
| 4  | Sudafrica (bandiera)        | C     | Dean Furman     |
| 5  | Inghilterra (bandiera)      | D     | Rob Jones       |
| 7  | Inghilterra (bandiera)      | C     | Mark Duffy      |
| 8  | Inghilterra (bandiera)      | A     | Billy Paynter   |
| 9  | Inghilterra (bandiera)      | A     | Chris Brown     |
| 11 | Galles (bandiera)           | C     | David Cotterill |
| 12 | Irlanda del Nord (bandiera) | D     | Luke McCullough |
| 13 | Inghilterra (bandiera)      | P     | Jonathan Maxted |
| 14 | Sudafrica (bandiera)        | D     | Bongani Khumalo |
| 15 | Inghilterra (bandiera)      | D     | Liam Wakefield  |
| 16 | Inghilterra (bandiera)      | D     | Jamie McCombe   |
| 17 | Scozia (bandiera)           | C     | Martin Woods    |

| N. |                          | Ruolo | Calciatore      |
| -- | ------------------------ | ----- | --------------- |
| 18 | Irlanda (bandiera)       | C     | Paul Keegan     |
| 19 | Inghilterra (bandiera)   | C     | Richie Wellens  |
| 20 | Inghilterra (bandiera)   | C     | James Harper    |
| 21 | Spagna (bandiera)        | C     | Marc de Val     |
| 22 | Giamaica (bandiera)      | A     | Theo Robinson   |
| 23 | Inghilterra (bandiera)   | C     | Kyle Bennett    |
| 25 | Inghilterra (bandiera)   | A     | Harry Forrester |
| 26 | Inghilterra (bandiera)   | C     | James Coppinger |
| 27 | Corea del Sud (bandiera) | C     | Yun Suk-Young   |
| 31 | Irlanda (bandiera)       | D     | Enda Stevens    |
| 32 | Inghilterra (bandiera)   | D     | Reece Wabara    |
|    | Inghilterra (bandiera)   | D     | Andy Griffin    |
|    | Australia (bandiera)     | D     | Lucas Neill     |
|    | Inghilterra (bandiera)   | C     | Dave Syers      |